# Odilo Scherer
Odilo Pedro Scherer (Cerro Largo, 21. rujna 1949.) brazilski je kardinal Katoličke Crkve. Od 2007. nadbiskup je São Paula, gdje je od 2001. do 2007. bio pomoćni biskup. Od 1994. do 2001. djelovao je u Rimskoj kuriji pri Kongregaciji za biskupe.
Papa Benedikt XVI. je 17. listopada 2007. najavio da će Scherera imenovati kardinalom. Scherer je uzdignut u kardinalski zbor na konzistoriju održanom 24. studenog 2007. Dodijeljen je redu kardinala-svećenika s naslovom Sant'Andrea al Quirinale.